# Pagáč
Il pagáč /'pagaːts/ o posúch (diminutivo pagáčik) è un pane piccolo salato, in particolare cibo farinoso cotto con forma piatta cerchia o cosa di quella forma. Di solito viene preparato con i oškvarky o al formaggio.
Si dice che il pagáč abbiano avuto origine dal poğaça, che i turchi hanno portato nel nostro territorio. Nella cucina ungherese si chiama pogácsa. Il nome è stato preso dalla cucina serba e croata, dove viene chiamato il pogača.